# Andreï Dorochkevitch
A. G. Dorochkevitch est un astrophysicien théoricien et cosmologiste soviético-russe. Il est surtout connu pour sa reconnaissance, avec Igor Novikov, du fond diffus cosmologique comme phénomène physique détectable,.